# Люксембургская фондовая биржа

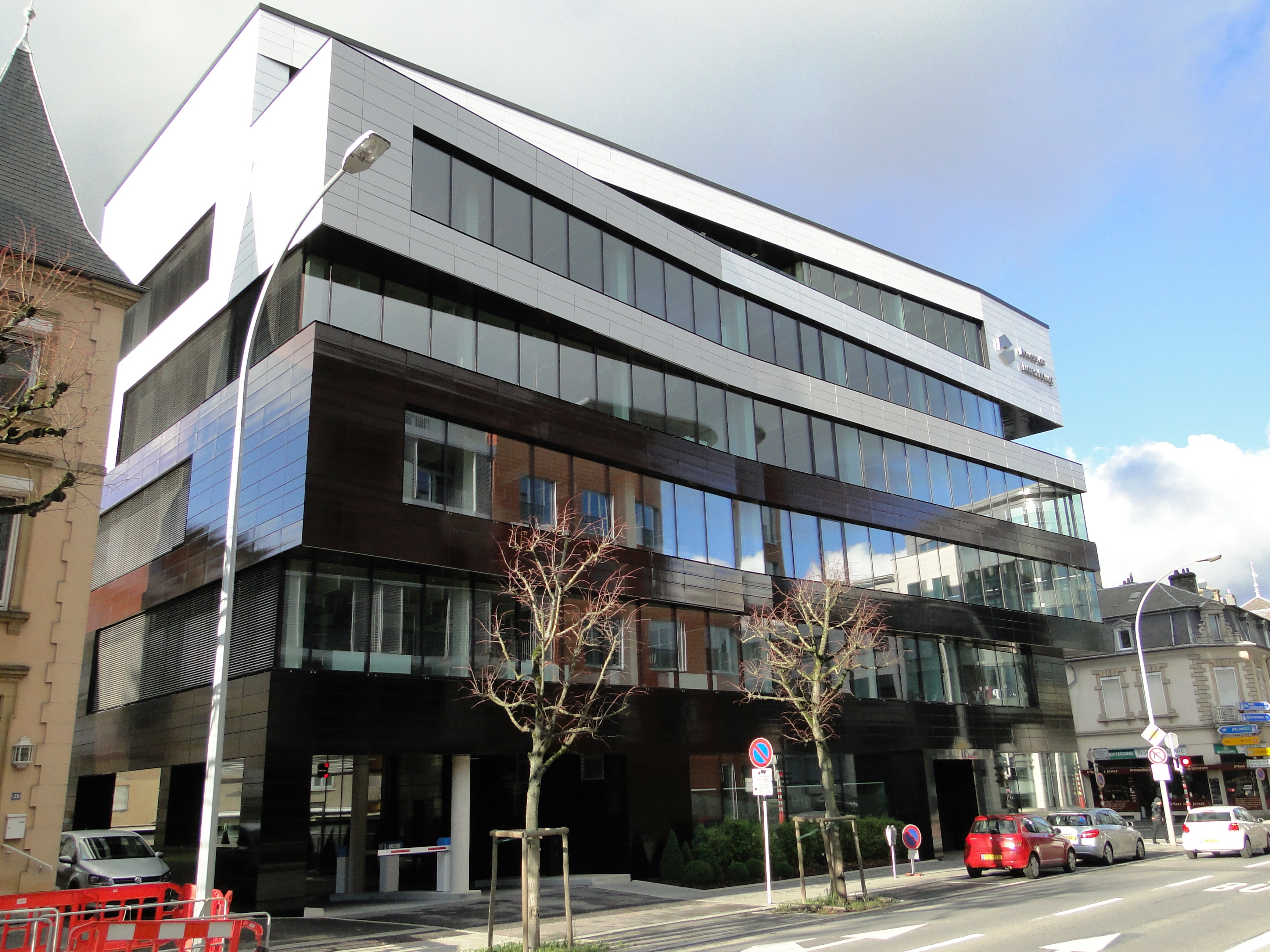
Здание Люксембургской фондовой биржи (бульвар Жозефа II, 35)

Люксембургская фондовая биржа — единственная торговая площадка в государстве. Основана в 1927 году. С 1928 года является акционерной компанией. В 1961 году вместе с Нью-Йоркской биржей и рядом других площадок основала Всемирную федерацию бирж, до 2001 года носившую название «Международная федерация фондовых бирж».
Объем торгов: $245,735 млрд (2005).
Листинг: 259 компаний (2006).
Капитализация: $63,318 млрд (2006).

## Биржевые индексы
Основные индексы:
- LUX General Price Index — отражает состояние около 50 крупнейших компаний на бирже.
- LuxX Index — отражает состояние 10 крупнейших компаний на бирже.